# Macaranga bifoveata
Macaranga bifoveata är en törelväxtart som beskrevs av Johannes Jacobus Smith. Macaranga bifoveata ingår i släktet Macaranga och familjen törelväxter. Inga underarter finns listade i Catalogue of Life.